# 吳善言
吳善言（1537年—？），字子遠，號近岡，直隸廣平府成安縣人，民籍，明朝政治人物。

## 生平
順天府鄉試第五十七名舉人。嘉靖四十一年（1562年）中式壬戌科會試第一百三名，三甲第二百一十名進士。初授工部主事，補户部，監儲上谷，積羡余數萬金，不取，注册存庫。官轉郎中，出守蘇州府，考績为治行第一，赐宴及金币。调凤阳知府，万历五年升陕西右参政，六年三月调山西右参政兼佥事，十二月升右僉都御史，提督军务巡抚浙江。時議汰兵饷，衆怒噪入幕府，見其孑然一身，供帳無異寒士，乃各悔恨散，因罷歸。

## 家族
曾祖吳雲；祖父吳銘；父吳淵，母史氏。具庆下。兄道、田、樂、芹。
子吴维东，萬曆三十二年進士。